# Jeroen Maes
Jeroen Maes (* 1977) je belgický umělecký sklář a kurátor. Je zakladatelem Centra pro současné sklářské umění GlazenHuis v belgickém Lommelu a mezinárodní sklářské a návrhářské soutěže Mezinárodní sklářská cena. Ta se koná jednou za tři roky a vznikla z popudu Nadace Charlotte van der Seijs. Jako kurátor již uspořádal 24 výstav, kde kombinuje stará a nová sklářská díla s fotografií, videem, obrazy, šperky, atd. S japonskou umělkyní Ryoko Sato provozuje též galerii Tideline v Antverpách.